# Andreas Schlüter

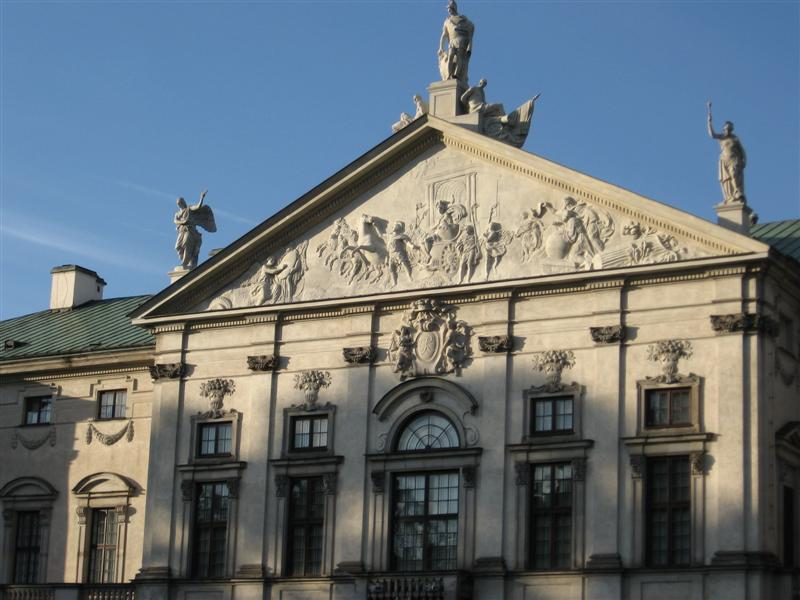
Pałac Krasińskich

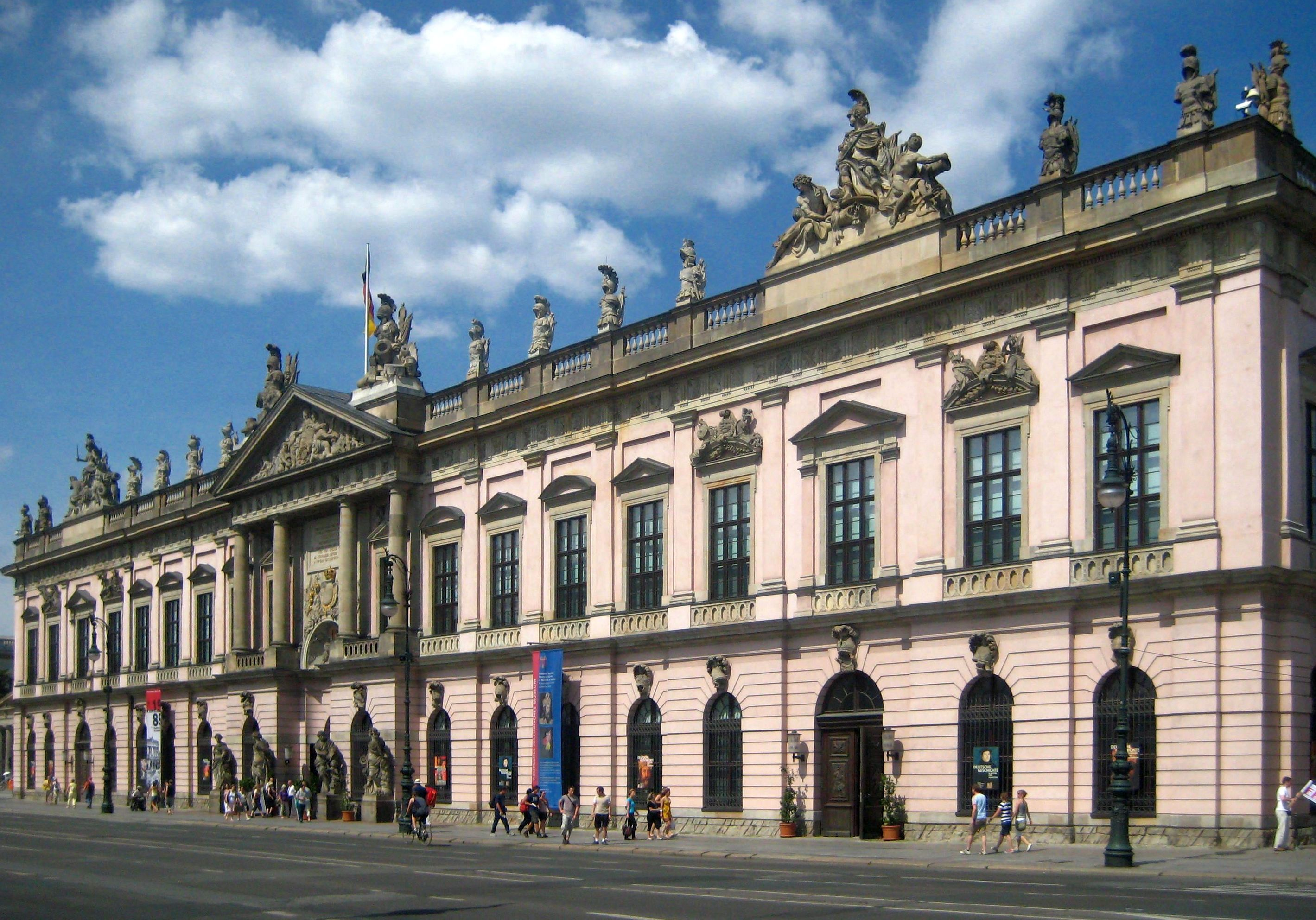
Arsenał w Berlinie

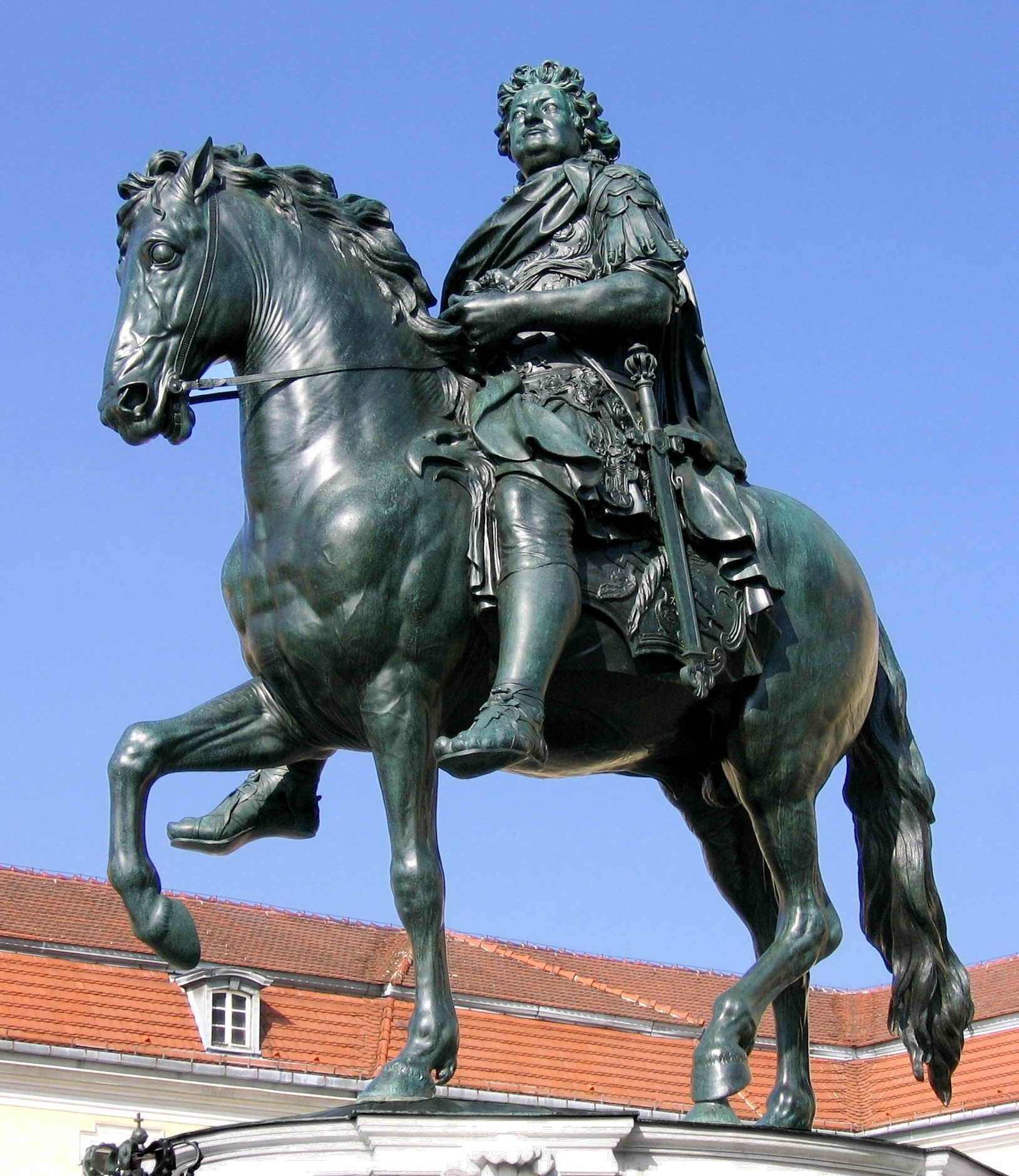
Pomnik Wielkiego Elektora

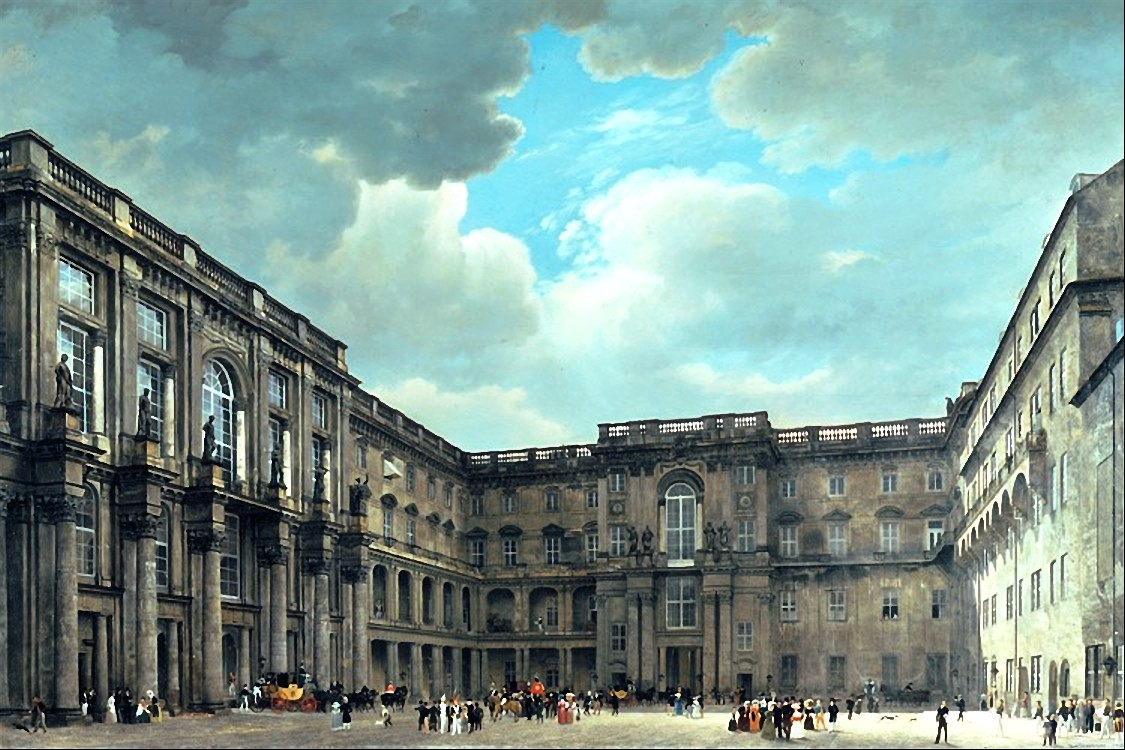
Zamek w Berlinie

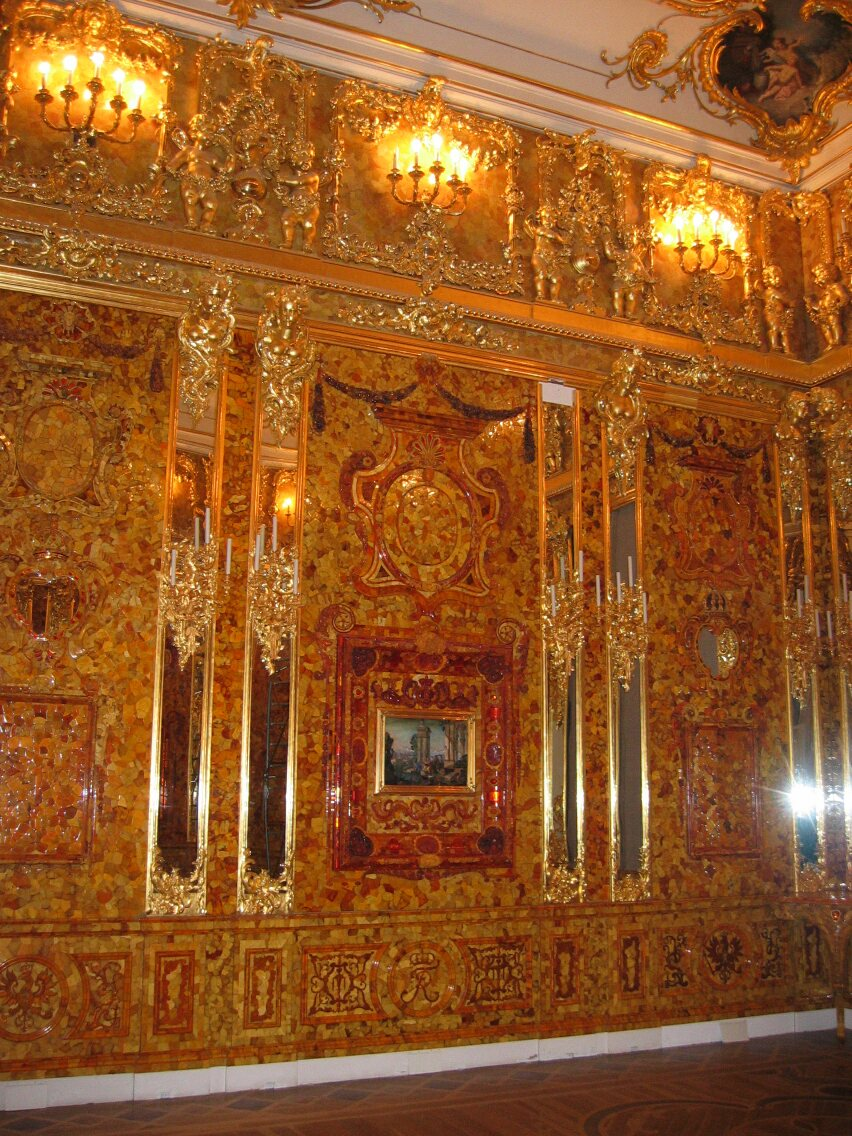
Bursztynowa Komnata

Andreas Schlüter (ur. 20 maja 1660 prawdopodobnie w Gdańsku lub 20 maja 1664 w Hamburgu, zm. 1714 w Petersburgu) – gdański rzeźbiarz i architekt, przedstawiciel nurtu klasycyzującego w sztuce baroku.

## Życiorys
Pierwsze nauki miał pobierać u gdańskiego rzeźbiarza Davida Christopha Sapobiusa (zm. 1710). Początkowo działał w Polsce, na dworze warszawskim króla Jana III Sobieskiego, współpracując z wybitnym architektem niderlandzkiego pochodzenia Tylmanem z Gameren (1632–1706). W okresie okupacji niemieckiej w Polsce „w drodze uznania szczególnych zasług dla kultury niemieckiej na ziemiach polskich” warszawski plac Krasińskich nazwano w latach 1941–1945 imieniem Andreasa Schlütera (niem. Andreas-Schlüter-Platz).
W 1694 r. Schlüter przeprowadził się do Brandenburgii na dwór księcia Fryderyka Wilhelma, późniejszego króla Prus. 25 czerwca 1694 został wykładowcą rzeźby w nowo powstałej berlińskiej Akademie der Künste. W 1695 odbył dwie podróże studialne do Holandii i Francji, a rok później wyjechał do Włoch, gdzie zapoznał się z dziełami Michała Anioła, Berniniego i Borrominiego.
2 listopada 1699 został kierownikiem budowy zamku berlińskiego, a w 1704 objął stanowisko Oberbaudirektor – nadzorował prace nad przebudową zamku królewskiego w Berlinie i sporządził plany pałaców w Charlottenburgu i Poczdamie. Zwolniony ze stanowiska kierownika budowy zamku pod koniec 1706 w związku z aferą budowlaną przy wznoszeniu stumetrowej wieży, która musiała zostać rozebrana z powodu błędów konstrukcyjnych. W 1707, po obsunięciu się ziemi przy pałacu Freienwalde (niem. Schloß Freienwalde) stracił również stanowisko Oberbaudirektora. Po utracie pracy Schlüter przeszedł kryzys twórczy i załamanie nerwowe. Dopiero w 1710 powrócił do architektury, projektując na zlecenia prywatne.
1 maja 1713 wstąpił do służby cara Rosji Piotra I Wielkiego i rozpoczął prace m.in. nad Pałacem Letnim. Współpracował z Johannem Friedrichem Braunsteinem i Georgiem Johannem Mattarnovi, którzy kończyli lub rozwijali projekty Schlütera. Zmarł pod koniec maja 1714 w Petersburgu i został pochowany na cmentarzu przy cerkwi św. Sampsona w Dzielnicy Wyborskiej. Cmentarz nie zachował się.
Jest patronem tramwaju Pesa Swing 120NaG SWING Gdańskich Autobusów i Tramwajów o numerze bocznym 1033.

## Wybrane dzieła
Światową sławę zyskała Bursztynowa Komnata, znajdująca się pierwotnie w Charlottenburgu, po śmierci artysty przeniesiona do Petersburga, podczas II wojny światowej zrabowana i zaginiona, a niedawno zrekonstruowana.
Ważnym dziełem jest dekoracja rzeźbiarska Zeughausu (Starego Arsenału) w Berlinie, składająca się m.in. z 22 zworników przedstawiających głowy ludzi umierających na polu bitwy.
Najważniejszy budynek jego projektu, zamek w Berlinie został zburzony w 1950 po częściowym zniszczeniu podczas II wojny światowej i częściowo odbudowany w XXI w.
Jego pomnik konny Fryderyka Wilhelma, obecnie na dziedzińcu pałacu w Charlottenburgu, odlany w jednym kawałku metodą Johanna Jacobiego, to pierwszy tego typu obiekt na terenie Niemiec.

### W Polsce
- 1686 – epitafium kanonika Adama Konarskiego (zm. 1683) w katedrze we Fromborku
- 1677–1699 – dekoracje tympanonów pałacu Jana Dobrogosta Krasińskiego w Warszawie, przedstawiające zwycięstwo wodza rzymskiego Marka Waleriusza Messali Korwina nad Gallami
- ok. 1690 – drewniany ołtarz główny w kościele Bernardynów na Czerniakowie w Warszawie
- 1688–1690 – krucyfiks w kościele św. Antoniego i św. Piotra w Węgrowie
- 1693 – portret biskupa Jana Małachowskiego z jego nagrobka w katedrze wawelskiej w Krakowie

### Na Ukrainie
- 1692–1693 – nagrobki członków rodziny Sobieskich w farze w Żółkwi (zachowane dwa z trzech)

### W Niemczech
- 1698–1699 – dekoracja Zeughausu (Starego Arsenału) w Berlinie
- 1699–1707 – Zamek w Berlinie, zniszczony w czasie II wojny światowej i ostatecznie wyburzony przez władze komunistyczne w 1950, choć jego stan pozwalał na odbudowę; zachował się ryzalit wejściowy, przeniesiony w inne miejsce
- 1689–1706 – pomnik konny Wielkiego Elektora brandenburskiego księcia Fryderyka Wilhelma na dziedzińcu pałacu w Charlottenburgu
- 1700 – nagrobek nadwornego złotnika Daniela Männlicha w kościele św. Mikołaja w Berlinie
- 1705–1713 – zespół sarkofagów królewskich w berlińskiej katedrze
- 1711–1712 – willa Kamecke w Berlinie[3] (zburzona)

### W Rosji
- Letni Pałac Piotra I w Sankt Petersburgu[3]

### Dzieła przypisywane Schlüterowi
- 1678–1681 – dekoracja rzeźbiarska fasady kaplicy Królewskiej w Gdańsku
- 1680 – rzeźby na fasadzie kamienicy przy Długim Targu 20 w Gdańsku
- krucyfiks w ołtarzu św. Krzyża kościoła franciszkanów w Warszawie
- ok. 1690 – ołtarz główny w kościele św. Piotra z Alkantary i św. Antoniego z Padwy w Węgrowie
- grota Pałacu Letniego Piotra I w Sankt Petersburgu
- pałac Peterhof[3]
- pałacyk Monplaisir[3]